# International Clearing Union
El International Clearing Union era la institución propuesta por el economista británico John Maynard Keynes como alternativa mundial al sistema de Bretton Woods propuesto por los Estados Unidos para la estabilización y control de riesgo de los sistemas de tipo de cambio a nivel mundial. Estas funciones acabaron siendo cubiertas por el Fondo Monetario Internacional (FMI).
Finalmente, y dado que la conferencia se llevó a cabo en los Estados Unidos y cerca del final de la Segunda Guerra Mundial, la propuesta keynesiana no tuvo éxito y la institución nunca fue creada.
El International Clearing Union emitiría una moneda internacional (Bancor) que tuviese respaldo en las monedas más fuertes y por medio de la cual se lograría la transferencia de excedentes de los países superavitarios a los países deficitarios, logrando un crecimiento del comercio mundial, pero evitando la deflación y generando así un mayor nivel de bienestar para los países participantes.